# Nik Halik
Nik Halik (* 15. května 1969, Melbourne, Austrálie) je australský finanční investor, zakladatel a výkonný ředitel Financial Freedom Institute a Money Masters Global a spoluzakladatel řady dalších finančních společností. Sbírá neobvyklé zážitky, jako zdolávání velehor, potápění se do hlubin moří nebo kosmonautický výcvik.

## Život
Nik Halik pochází z Melbourne z rodiny řeckých přistěhovalců. Stal se úspěšným finančním investorem, později rozšířil působnost svých společností na finanční poradenství.
Jako multimilionář se začal bavit sběrem neobvyklých a extrémních zážitků. Založil společnost Adventure Odyssey, prostřednictvím které zorganizoval expedice do Antarktidy, Afriky a Amazonie. Zlezl několik velehor, účastnil se běhu s býky v Pamploně, potopil se v batyskafu Mir-2 k Titanicu, prolétl se v MiGu-29.
Roku 2004 se stal jedním z klientů společnosti Space Adventures, která ho koncem roku 2007 vybrala do role člena do záložní posádky kosmické lodi Sojuz TMA-13. Oficiálně bylo jeho jmenování oznámeno v lednu 2008. V posádce byl náhradníkem vesmírného turisty Richarda Garriotta, člena 15. návštěvní expedice na Mezinárodní vesmírnou stanici s formálním statusem účastníka kosmického letu. Od února do září 2008 Halik absolvoval plnohodnotný výcvik kosmonauta – účastníka kosmického letu, za což zaplatil 3 milióny USD.